# معتمدية القصرين الشمالية
معتمدية القصرين الشمالية إحدى معتمديات الجمهورية التونسية، تابعة لولاية القصرين.